# ميتشيل أوزموند
ميتشيل أوزموند (بالإنجليزية: Mitchell Osmond)‏ هو لاعب كرة قدم أسترالي في مركز الدفاع، ولد في 11 مارس 1994 في سيدني في أستراليا. لعب مع إندي إليفن.

## وصلات خارجية
- ميتشيل أوزموند على موقع الدوري الأمريكي (الإنجليزية)
- ميتشيل أوزموند على موقع قاعدة بيانات كرة القدم.إي يو (الإنجليزية)